# Dahlgren-systeem (1980)

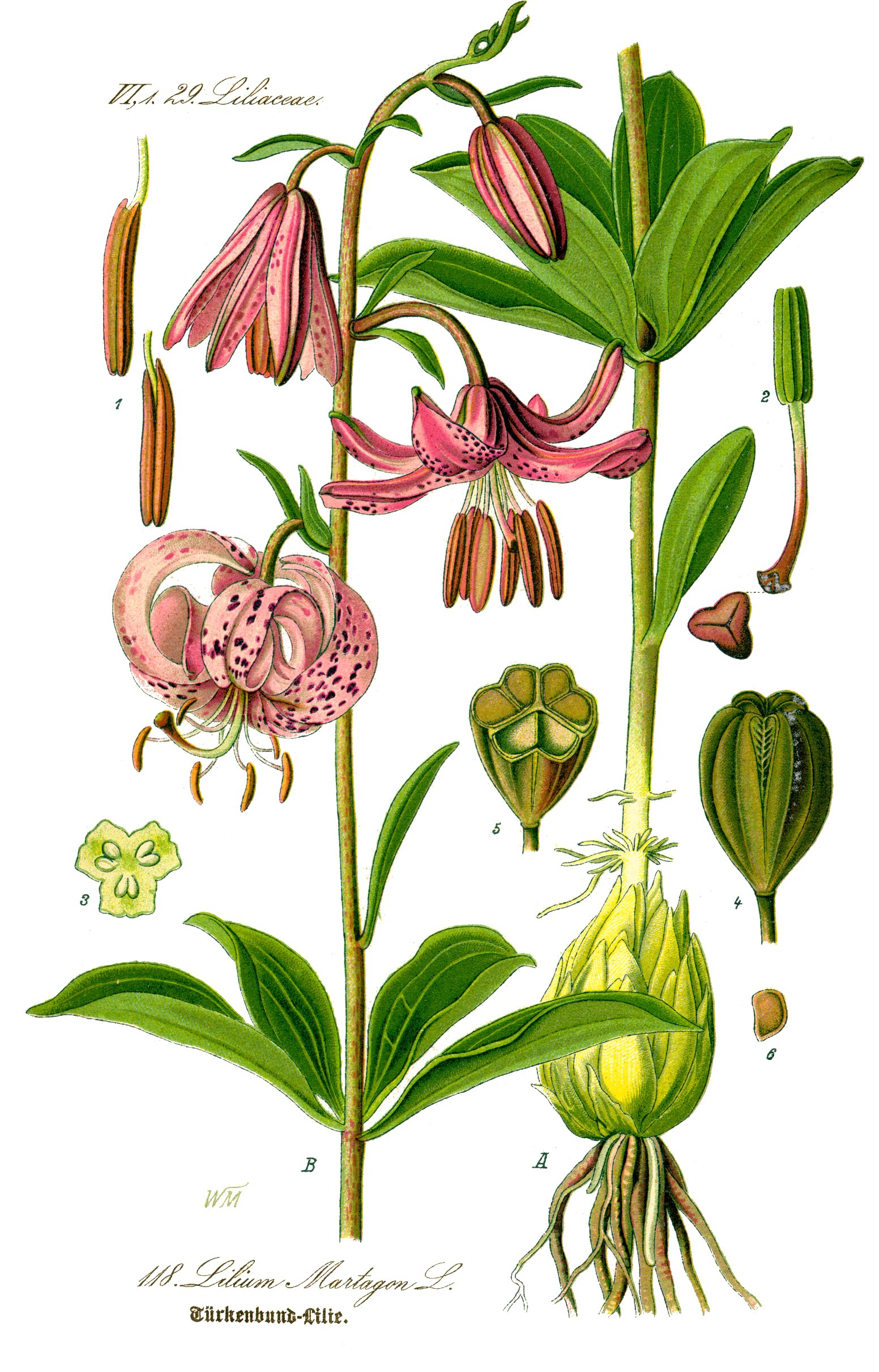

Het Dahlgren-systeem is een van de moderne systemen van plantentaxonomie. Het werd gepubliceerd door monocotylen specialist Rolf Dahlgren; er zijn diverse versies van (vergelijk: Dahlgren-systeem), waarbij de eerste versie in 1975 gepubliceerd is. In 1980 zag het er zo uit: 
| - klasse Magnoliopsida - onderklasse Magnoliidae - superorde Magnoliiflorae - orde Annonales - orde Aristolochiales - orde Rafflesiales - orde Magnoliales - orde Illiciales - orde Laurales - orde Nelumbonales - superorde Nymphaeiflorae - orde Piperales - orde Nymphaeales - superorde Ranunculiflorae - orde Ranunculales - orde Papaverales - superorde Caryophylliflorae - orde Caryophyllales - superorde Polygoniflorae - orde Polygonales - superorde Malviflorae (= Dilleniiflorae) - orde Paeoniales - orde Dilleniales - orde Malvales - orde Urticales - orde Rhamnales - orde Elaeagnales - orde Plumbaginales (plaatsing onzeker) - orde Thymelaeales - orde Euphorbiales - superorde Violiflorae - orde Violales - orde Salicales - orde Tamaricales - orde Capparales - orde Salvadorales - superorde Theiflorae - orde Theales - orde Droserales - superorde Primuliiflorae - orde Ebenales - orde Primulales - superorde Rosiflorae - orde Trochodendrales - orde Hamamelidales - orde Fagales - orde Balanopales - orde Juglandales - orde Myricales - orde Casuarinales - orde Buxales - orde Cunoniales - orde Saxifragales - orde Gunnerales - orde Rosales - superorde Podostemiflorae - orde Podostemales - superorde Fabiflorae - orde Fabales - superorde Proteiflorae - orde Proteales - superorde Myrtiflorae - orde Myrtales - orde Haloragales - orde Rhizophorales - superorde Rutiflorae - orde Rutales - orde Sapindales - orde Balsaminales - orde Polygalales - orde Geraniales - orde Tropaeolales (plaatsing onzeker) - superorde Santaliflorae - orde Celastrales - orde Vitales - orde Santalales - superorde Balanophoriflorae - orde Balanophorales (plaatsing onzeker) - superorde Araliiflorae - orde Pittosporales - orde Araliales - superorde Asteriflorae - orde Campanulales - orde Asterales - superorde Solaniflorae - orde Solanales - orde Boraginales - superorde Corniflorae - orde Fouquieriales - orde Ericales - orde Eucommiales - orde Sarraceniales - orde Cornales - [orde Dipsacales] - superorde Loasiflorae - orde Loasales - superorde Gentianiflorae - orde Goodeniales - orde Oleales - orde Gentianales - superorde Lamiiflorae - orde Scrophulariales - orde Hippuridales - orde Hydrostachyales (plaatsing onzeker) - orde Lamiales - onderklasse Liliidae - superorde Alismatiflorae - orde Hydrocharitales - orde Alismatales - orde Zosterales - superorde Triuridiflorae - orde Triuridales - superorde Ariflorae - orde Arales - superorde Liliiflorae - orde Dioscoreales - orde Asparagales - orde Hydatellales - orde Liliales - orde Burmanniales - orde Orchidales - orde Velloziales - orde Bromeliales - orde Haemodorales - orde Pontederiales - orde Philydrales - orde Typhales - superorde Zingiberiflorae - orde Zingiberales - superorde Commeliniflorae - orde Commelinales - orde Eriocaulales - orde Juncales - orde Cyperales - orde Poales - superorde Areciflorae - orde Arecales - orde Cyclanthales - orde Pandanales |